# آی ایجیما
آی ایجیما (انگلیسی: Ai Iijima؛ زاده ۳۱ اکتبر ۱۹۷۲ درگذشته ۲۴ دسامبر ۲۰۰۸) یک بازیگر پورنوگرافی اهل ژاپن بود.